# Gert Holgersson
William Gert Carlheim Holgersson, även känd som William Carlheim född 23 februari 1931 i Malmö, död 27 december 2024 i Lomma, var en svensk målare och musiker.
Holgersson studerade på Skånska målarskolan i Malmö samt under vistelser i utlandet. På 1950- och 1960-talen skickade han in flera bidrag till Skånes konstförening utan att bli utvald av juryn. Det var först 1970 efter att han skickat in verk signerade William Carlheim hans konst blev utvald. Hans konst består av stilleben, figurmotiv, gatupartier och landskap med mjuka konturer och dämpad kolorit. Som musiker har han bland annat skrivit Svensktoppslåten Ät aldrig korv som framfördes av Östen Warnerbring  tillsammans med Hasse Andersson. Denna låt utsågs till Sveriges sämsta låt i en omröstning i Radio Värmland.